# (4143) Huziak
(4143) Huziak (1981 QN1) – planetoida z pasa głównego asteroid.
Została odkryta 29 sierpnia 1981 roku w Socorro przez Laurence Taff.
(4143) Huziak okrąża Słońce w ciągu 5,43 lat w średniej odległości 3,09 j.a. Należy do planetoid z rodziny Themis.